# Giro di Lombardia 2014
Il Giro di Lombardia 2014, centoottesima edizione della "classica delle foglie morte" e valido come ventisettesima prova dell'UCI World Tour 2014, si è disputato domenica 5 ottobre 2014. La vittoria è stata conseguita dall'irlandese Daniel Martin. Ha concluso i 260 km del percorso in 6h25'33", alla velocità media di 40,46 km/h; il podio è stato completato dallo spagnolo Alejandro Valverde e dal portoghese Rui Costa.

## Percorso
Partenza da Como per affrontare una prima parte classica che culmina con la scalata del Ghisallo da Bellagio al km 58, con pendenze al 14%. Si prosegue attraverso l'Alta Brianza e il Meratese fino a entrare in Provincia di Bergamo a Calusco d’Adda. Dopo un primo passaggio su Bergamo la corsa effettua un ampio anello costellato di difficoltà altimetriche, quali il Colle dei Pasta (413 m), il Colle Gallo (763 m) e il Passo di Ganda (1060 m). Discesa veloce verso il fondovalle, dove la strada si impenna per superare lo strappo di Bracca (600 m) e la discesa tecnica che segue fino a Zogno e Brembilla dove è prevista la scalata classica di Berbenno (695 m) a 26 km dall'arrivo. Discesa veloce fino a Almenno San Salvatore e ingresso nell'abitato di Bergamo da Almè per affrontare il finale che, attraverso il passaggio in Città Alta, porta al traguardo del Sentierone. 
Ultimi chilometri attraverso Bergamo Alta. Nella prima parte le pendenze sono sempre tra il 10% e il 12%. Ai 1800 m dall'arrivo svolta secca con breve strettoia per il superamento di Porta Sant'Agostino. Dopo l'ultimo chilometro svolta a sinistra e ai 250 m ultima curva verso destra che conduce all'arrivo.

## Squadre partecipanti
| N.      | Cod. | Squadra                      |
| ------- | ---- | ---------------------------- |
| 1-8     | KAT  | Team Katusha                 |
| 11-18   | ALM  | AG2R La Mondiale             |
| 21-28   | AND  | Androni Giocattoli-Venezuela |
| 31-38   | AST  | Astana Pro Team              |
| 41-48   | BAR  | Bardiani-CSF                 |
| 51-58   | BEL  | Belkin Pro Cycling Team      |
| 61-68   | BMC  | BMC Racing Team              |
| 71-78   | CJR  | Caja Rural-Seguros RGA       |
| 81-88   | CAN  | Cannondale                   |
| 91-98   | COL  | Colombia                     |
| 101-108 | FDJ  | FDJ.fr                       |
| 111-118 | GRS  | Garmin-Sharp                 |
| 121-128 | IAM  | IAM Cycling                  |

| N.      | Cod. | Squadra                |
| ------- | ---- | ---------------------- |
| 131-138 | LAM  | Lampre-Merida          |
| 141-148 | LTB  | Lotto-Belisol          |
| 151-158 | MOV  | Movistar Team          |
| 161-168 | NRI  | Neri Sottoli           |
| 171-178 | OPQ  | Omega Pharma-Quickstep |
| 181-188 | OGE  | Orica-GreenEDGE        |
| 191-198 | EUC  | Team Europcar          |
| 201-208 | GIA  | Team Giant-Shimano     |
| 211-218 | TNE  | Team NetApp-Endura     |
| 221-228 | SKY  | Team Sky               |
| 231-238 | TCS  | Tinkoff-Saxo           |
| 241-248 | TFR  | Trek Factory Racing    |

## Ordine d'arrivo (Top 10)
| Pos. | Corridore          | Squadra       | Tempo    |
| ---- | ------------------ | ------------- | -------- |
| 1    | Daniel Martin      | Garmin-Sharp  | 6h25'33" |
| 2    | Alejandro Valverde | Movistar      | a 1"     |
| 3    | Rui Costa          | Lampre        | s.t.     |
| 4    | Tim Wellens        | Lotto-Belisol | s.t.     |
| 5    | Samuel Sánchez     | BMC Racing    | s.t.     |
| 6    | Michael Albasini   | Orica-GreenE. | s.t.     |
| 7    | Philippe Gilbert   | BMC Racing    | s.t.     |
| 8    | Joaquim Rodríguez  | Team Katusha  | s.t.     |
| 9    | Fabio Aru          | Astana        | s.t.     |
| 10   | Rinaldo Nocentini  | AG2R La M.    | a 14"    |